# Ера Альтрона
«Ера Альтрона» (англ. Age of Ultron, скорочено AU) — кросоверна сюжетна лінія у вигаданому всесвіті Marvel Comics, опублікована у 2013 році. Події розгортаються навколо захоплення Землі тираном-роботом, на ім'я Альтрон, який прагне знищити людство. Історія складалась з десяти номерів основної однойменної мінісерії та обмеженої кількості супутніх випусків. Сюжет публікувався з березня по червень 2013 року та був написаний сценаристом Браяном Майклом Бендісом. Художник Браян Гітч створив ілюстрації до випусків №1–5, Брендон Пітерсон — до випусків №6–9. До серії також долучились художники Карлос Пачеко та Джо Кесада; останній намалював частину фінального випуску.
Сиквел під назвою «Катаклізм» вийшов пізніше у 2013 році.
Історія «Ери Альтрона» надихнула Marvel Studios на створення фільму кіновсесвіту Marvel — «Месники: Ера Альтрона» (2015), хоча події фільму значно відрізняються від коміксів. Вільна адаптація подій з’явилася у вигляді епізоду анімаційного серіалу «А що як...?» (2021).

## Історія публікації
У 2011 році у випуску Avengers Vol. 4 No. 12.1 була представлена сюжетна лінія, у якій Інтелігенція знаходить розбитого Космічного лицаря та намагається знову запустити його. Під час сутички з Месниками, які намагаються врятувати Жінку-павука, Космічний лицар активується, і виявляється, що це був Альтрон під прикриттям. Альтрон утікає, закладаючи основу для подій «Ери Альтрона».
У середині листопада 2012 року Marvel Comics опублікувала загадковий тизер з написом «Ера Альтрона» бінарним кодом. Через три дні подія була офіційно анонсована, хоча на той момент минуло понад рік від часу її початкового оголошення. Перший з десяти випусків, написаних Браяном Майклом Бендісом, побачив світ у березні 2013 року й виходив до червня того ж року.
Анжела, створена Нілом Ґейманом, була введена до всесвіту Marvel у фінальному випуску мінісерії Age of Ultron, причому цей випуск вийшов у поліетиленовому пакеті, аби запобігти передчасному розголошенню інших деталей фіналу сюжету. Спеціальний випуск Age of Ultron #10 A.I., написаний Марком Вейдом і проілюстрований Андре Лімою Араухо, досліджує наслідки подій мінісерії для Генка Піма. Після завершення Age of Ultron у липні стартує нова регулярна серія Avengers A.I., створена сценаристом Семом Гамфрізом і художником Андре Лімою Араухо.

## Випуски
- Age of Ultron #1-10[9]
- Fantastic Four #5AU[9]
- The Superior Spider-Man[9]
- Avengers Assemble #14AU-15AU[10][11]
- Wolverine & the X-Men #27AU[10]
- Ultron #1AU[10]
- Uncanny Avengers[11]
- Fearless Defenders #4AU[11]
- Age of Ultron #10AI[12]